# Villevieille
Villevieille ist eine französische Gemeinde mit 1874 Einwohnern (Stand 1. Januar 2022) im Département Gard in der Region Okzitanien.

## Geografie
Villevieille liegt 13 Kilometer nordwestlich von Lunel zwischen dem 22 Kilometer entfernten Nîmes und dem 27 Kilometer entfernten Montpellier. Wenige Kilometer südwestlich verläuft die Grenze zum Département Hérault. Der Ort befindet sich am Südrand des Cevennenvorlands und rund 20 Kilometer nördlich des Mittelmeers. Das Gemeindegebiet wird vom Vidourle sowie den Bächen Ruisseau d’Aigalade und Ruisseau des Corbières durchflossen.
Das Siedlungsgebiet von Villevieille geht in jenes des Ortes Sommières über, die Gemeinde ist Teil der Agglomeration Sommières.
Die Nachbargemeinden von Villevieille sind Fontanès und Souvignargues im Norden, Aujargues und Congénies im Osten, Junas im Südosten, Sommières im Süden und Salinelles im Westen. Eine Besonderheit des Gemeindegebiets ist ein rund zwei Kilometer langer und etwa 200 Meter breiter Appendix, der zwischen Junas und Aujargues und damit fernab von Villevieille verläuft.

## Geschichte
Weil die Region um den heutigen Ort eine gute Wasserversorgung bot und das Plateau von Villevieille eine weite Sicht auf die umliegende Ebene ermöglichte, war das Gebiet bereits seit der Frühgeschichte von Menschen besiedelt. Aus der Kupfersteinzeit ist eine feststehende Siedlung belegt, die zur Zeit der römischen Besatzung durch ein Oppidum ersetzt wurde. Im ersten Jahrhundert wurde dieses zu einer der bedeutendsten Siedlungen der Region, was durch die Lage an der Straße von Nîmes nach Lodève begünstigt wurde. Die Existenz des mittelalterlichen Ortes ist seit dem 10. Jahrhundert belegt.

### Bevölkerungsentwicklung
| Jahr      | 1962 | 1968 | 1975 | 1982 | 1990 | 1999 | 2009 | 2017 |
| --------- | ---- | ---- | ---- | ---- | ---- | ---- | ---- | ---- |
| Einwohner | 343  | 507  | 650  | 936  | 1030 | 1196 | 1650 | 1709 |

## Bauwerke
Das Schloss von Villevieille wurde 1041 zwar durch den Grafen von Melgueil gegründet, doch ging es zwölf Jahre später in den Besitz des Königs von Frankreich über. Einer Legende zur Folge traf Ludwig IX. hier die Entscheidung, Aigues-Mortes zur Festung auszubauen. Nach seiner Zerstörung durch die Katharerkriege wurde das Gebäude im 13. Jahrhundert wieder aufgebaut. 1622 besuchte Ludwig XIII. das Schloss, um von dort aus die Belagerung von Sommières vorzubereiten. Während der Französischen Revolution wurde das Schloss, anders als fast alle Adelssitze der Region, verschont, weil der Besitzer ein Freund des Aufklärers Voltaire war. Stattdessen wurde es durch die deutschen Besatzer im Zweiten Weltkrieg beschädigt. Das 1972 in zum Monument historique ernannte Gebäude ist bis heute im Besitz der Nachfahren des Grafen von Villevieille.
Die heutige katholische Ortskirche entstand 1681 nach der Zerstörung der alten Kirche 1575. Sie trägt den Namen Sainte-Croix. Sie erhielt 1769 eine neue Glocke und wurde 1979 restauriert. Daneben existiert im Ort eine 1855 errichtete protestantische Kirche. Das Gebäude, das sich seit 1997 im Besitz der Gemeinde befindet, wurde 2005 renoviert.
Auf dem Gemeindegebiet befinden sich insgesamt 101 Capitelles, bei denen es sich um Hütten in den Hügeln außerhalb des Ortes handelt, die zuerst dauerhaft bewohnt waren. Später wurden sie vor allem von Bauern während der Arbeitszeit genutzt. Mit dem Ersten Weltkrieg hörte der Bau der Hütten weitgehend auf. Alle Capitelles stehen unter Denkmalschutz. Dazu existieren in Villevieille ein Taubenhaus, das seit 1964 zu den Monuments historiques zählt, sowie ein Lavoir. Es wurde 1881 gebaut und 1999 renoviert.